# 버퍼 (전자 통신)
버퍼는 1991년 미국에 시작한 인터넷 서비스이다. 2000년 초반 게임 서비스를 제외한 모든 서비스를 폐쇄했지만, 2000년 중반에 게임 서비스도 종료되었다.